# Европейска инвестиционна банка
Европейската инвестиционна банка или ЕИБ е финансова институция на Европейския съюз. Главната квартира е разположена на булевард „Конрад Аденауер“ в квартал Кирхберг, Люксембург. От януари 2024 г. президент на ЕИБ е Надя Калвиньо.

## История
Създадена е през 1958 с Римския договор с цел да финансира инвестиционни проекти в подкрепа на целите на ЕС, в частност регионалното развитие, транс-европейската транспортна мрежа, телекомуникации и енергетика, научна дейност, подобрения и иновации, подобряване и съхраняване на околната среда, здраве и образование. Противно на името си, ЕИБ не е инвестиционна банка. Извън съюза, ЕИБ съблюдава европейската политика за сътрудничество, определена в редица договори и споразумения със 130 държави от Централна, Южна и Източна Европа, Средиземноморския регион, Африка, Азия, Латинска Америка, Карибите и Тихоокеанския регион.
Акционери в банката са страните членки на ЕС. Високият кредитен рейтинг на банката (ААА) (2006) ѝ позволява да получава евтин ресурс чрез емитиране на облигации на капиталовите пазари. ЕИБ отпуска кредити при лихви, леко надхвърлящи цената, на която получава собственото си финансиране.

## ЕИБ и България
Основната цел на финансирането, което предоставя ЕИБ за България, е да подпомага подготовката на страната за присъединяване към ЕС. От 1992 до 2006 ЕИБ предоставя на България заеми за над 1,2 млрд. евро, повечето за съфинансиране на големи транспортни инфраструктурни проекти (моста Видин - Калафат, магистрала "Тракия" и др.). Банката кредитира и местни банки за проекти на стойност между 40 хил. и 25 млн. евро, като банката осигурява 50 % от стойността на проекта. Към края на 2006 банки-посредници на ЕИБ в България са Насърчителна банка, Ейч Ви Би Банк „Биохим“, Райфайзенбанк и Банка ДСК. Те оценяват индивидуално всеки проект и отпускат кредитите на собствен риск при определени от тях условия.